# Kornyn (obwód żytomierski)
Kornyn (ukr. Корнин) – osiedle typu miejskiego na Ukrainie, w obwodzie żytomierskim, w rejonie żytomierskim.

## Historia
Jako wieś założona została w 1550. 
Siedziba dawnej gminy Kornin w powiecie skwirskim w guberni kijowskiej.
W Korninie 17 stycznia 1912 urodził się Aleksander Sewruk – polski aktor, dyrektor teatrów.
W 1989 liczyło 2930 mieszkańców.
W 2013 liczyło 2339 mieszkańców.